# Tagounit
Tagounit è una città del Marocco, nella provincia di Zagora, nella regione di Drâa-Tafilalet. La città è sede di un mercato settimanale che si tiene ogni domenica. Il nome è di evidente origine berbera. Infatti, in berbero tagwnit significa collina. Tagounit era conosciuta, negli anni di piombo perché vi era installato, all'interno di un antico ksar del pascià El Glaoui, un centro di detenzione segreto.
Dal 2002, a causa dell'abbassamento della falda freatica, la località soffre gravi problemi di scarsità d'acqua.
Non lontano da Tagounit, a una decina di km di distanza, in direzione di M'hamid, all'altezza del Tizi Beni Selmane, sono state ritrovate numerose sepolture antiche a tumulo, di età verosimilmente pre-islamica (Trécolle 1954).